# Tuplice (gmina)
Pour les articles homonymes, voir Tuplice.
Tuplice est une gmina rurale (gmina wiejska) de la powiat de Żary, dans la Voïvodie de Lubusz, dans l'ouest de la Pologne, à la frontière avec l'Allemagne.
Son siège administratif (chef-lieu) est le village de Tuplice, qui se situe environ 22 kilomètres à l'ouest de Żary (siège de la powiat) et 55 kilomètres au sud-ouest de Zielona Góra (siège de la diétine régionale).
La gmina couvre une superficie de 65,89 km2 pour une population de 3 278 habitants en 2006.

## Histoire
De 1975 à 1998, la gmina est attachée administrativement à la voïvodie de Zielona Góra.

Depuis 1999, elle fait partie de la voïvodie de Lubusz.

## Géographie
La gmina inclut les villages et localités de :

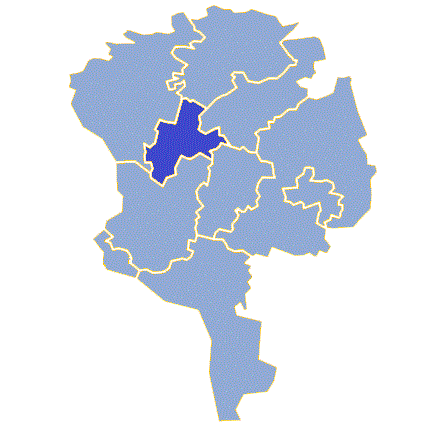
Plan de la gmina

- Chełmica
- Chlebice
- Cielmów
- Czerna
- Drzeniów
- Grabów
- Grabówek
- Gręzawa
- Jagłowice
- Łazy
- Matuszowice
- Nowa Rola
- Świbinki
- Tuplice

### Gminy voisines
La gmina de Tuplice est voisine des gminy suivantes :
- Brody
- Jasień
- Lipinki Łużyckie
- Lubsko
- Trzebiel

## Structure du terrain
D'après les données de 2002, la superficie de la commune de Tuplice est de 65,89 kilomètres carrés, répartis comme telle :
- terres agricoles : 34 %
- forêts : 54 %

La commune représente 4,73 % de la superficie du powiat.

## Démographie
Données du 30 juin 2004:
| Description        | Total  | Total | Femmes | Femmes | Hommes | Hommes |
| ------------------ | ------ | ----- | ------ | ------ | ------ | ------ |
| Unité              | Nombre | %     | Nombre | %      | Nombre | %      |
| Population         | 3 308  | 100   | 1 662  | 50,2   | 1 646  | 49,8   |
| Densité (hab./km²) | 50,2   | 50,2  | 25,2   | 25,2   | 25     | 25     |